# Neolith
Neolith – polski zespół heavymetalowy założony w 1991 w Lesku. Muzyka Neolith w początkowym okresie wyrosła z nurtu death/doom metal, by po pewnym czasie zbliżyć się do death/black metalu z elementami thrash.

## Historia[2]
W 1998 roku nakładem Dogma Rec. ukazał się debiutancki album „Igne Natura Renovabitur Integra”, który zyskał pozytywne recenzje wśród krytyków muzycznych. Album został zrealizowany w sanockim Manek Studio, a za konsoletą siedział Arek „Malta” Malczewski (Behemoth, Decapitated, Azarath). Promocja albumu została poparta recenzjami, wywiadami w prasie muzycznej zarówno w Polsce, jak i na całym świecie oraz koncertami (w tym po raz pierwszy w historii zagranicą). Czytelnicy magazynu Horna uznali „Igne Natura...” za jeden z 20 najważniejszych albumów w historii polskiego metalu.
Kolejny okres działalności zespołu obfitował w zmiany składu oraz prace nad nowym albumem. Grupa po raz kolejny skorzystała z Manek Studio i nagrała drugi album zatytułowany „Immortal”. Utwory zawarte na tej płycie były bardziej brutalne, mroczne, a przy tym o mocno progresywnym i technicznym zacięciu. Premiera albumu miała miejsce w 2004 roku, a wydawcą była białoruska wytwórnia The Flaming Arts. Promocja płyty była zakrojona na skalę do tej pory niespotykaną w historii Neolith. Recenzje i wywiady oraz dystrybucja na całym świecie oraz trasy koncertowe: Barbarossa 2 po krajach byłego ZSRR w towarzystwie Behemoth, trasa z Devilyn, Diamanthian, Maple Cross po Finlandii oraz pierwsza trasa w charakterze headlinera po Słowacji razem z Abstract i Return To Innocence. W międzyczasie Neolith występował na Metalmanii, Metal Head's Mission (Krym/Ukraina), Jalometalli (Finlandia) czy Merciless East.
Po długim okresie koncertów i prac nad nowym materiałem Neolith rozpoczął nagrywanie kolejnego albumu. Sesje nagraniową przerwała nagła śmierć perkusisty, 18 lutego 2008. Po wielu miesiącach zespół kontynuował nagrywanie „Individual Infernal Idimmu”, tym razem w dębickim Screw Factory, pod okiem Jasia Bryta (Vader, Destruction). Premiera albumu miała miejsce w maju 2010, a wydawcą było Wydawnictwo Psycho. Album został dobrze przyjęty, o czym świadczą dobre recenzje materiału oraz koncerty, w tym trasa z francuskim Svart Crown.
W 2012 zespół nagrał dwa nowe utwory oraz intro, które ukazały pod tytułem „Iter Ad Inferni”, czyli promo zwiastujące nowy album formacji. Jeden z utworów z tego promo ukazał się w połowie 2014 roku na winylu - limitowany do 500 sztuk (400 szt. na czarnym i 100 szt. na czerwono-brązowym krążku) 7-calowy split z Betrayer. Gatefold ukazał się nakładem Fallen Temple. W 2013 roku Neolith rozpoczął sesję nagraniową swojej nowej płyty. Materiał na czwarty album został zarejestrowany w  trzech studiach, a na początku 2014 poddany miksowi i masteringowi w Zed Studio pod uchem Tomka Zalewskiego. „Izi.Im.Kurnu-Ki (Fire.Wind.Hell)”  została wydana w marcu 2015 roku nakładem holenderskiej wytwórni Non Serviam Rec.
Mocnym punktem Neolith są żywiołowe koncerty, które zespół na przestrzeni lat zagrał w towarzystwie m.in.: Morbid Angel, Krisiun, Vader, Kat, Lux Occulta, TSA, Moonspell, Hate, Corruption, Krabathor, Christ Agony, Azarath, Decapitated, Trauma, Disastrous Murmur, Dead Infection, Pungent Stench.

## Dyskografia[3]
Dema
- Death Comes Slow (1993)
- Journeys Inside The Maze Of Time (1995)
- Promo`96 MC demo (1996)
- Trips Through Time and Lonelines (1996, Ceremony Records)
- Thorn in the Side of My Enemies CD Promo (2002)
- Promo 2005 CD Promo (2005)
- Iter Ad Inferni CD Promo (2012)

EP
- Of the Angel and his Orison/Beware 7" EP split with

Betrayer (2014) Fallen Temple
Albumy studyjne
- Igne Natura Renovabitur Integra (1998, Dogma Records)
- Immortal (2004, The Flaming Arts)
- Individual Infernal Idimmu (2010, Wydawnictwo Muzyczne Psycho)[4]
- IZI.IM.KURNU-KI (2015, Non Serviam Records)